# Johann Heinrich Schirmer
Johann Heinrich Schirmer (* 28. Oktober 1800 in Bayreuth; † 27. Dezember 1886 in Köln) war ein preußischer Generalmajor.

## Leben
Schirmers Vater war Beamter in Bayreuth. Er stand während der Befreiungskriege zunächst in Nassauischen Diensten. Am 6. Januar 1816 wechselte er in Ansbach-Bayreuthische Dienste über und trat am 29. April 1816 in die Preußische Armee ein. Schirmer wurde als Sekondeleutnant dem 34. Infanterie-Regiment aggregiert und Ende Oktober 1816 einrangiert. Am 15. Januar 1829 folgte seine Versetzung als Premierleutnant in das 35. Infanterie-Regiment. Dort avancierte er Ende Januar 1837 zum Hauptmann und Kompaniechef. Unter Beförderung zum Major wurde Schirmer am 31. März 1846 in das 16. Infanterie-Regiment versetzt. Daran schloss sich vom 30. Dezember 1847 bis zum 30. Juni 1851 eine Verwendung als Bataillonskommandeur im 30. Infanterie-Regiment an. Anschließend wurde er Kommandeur des I. Bataillons im 28. Landwehr-Infanterie-Regiment und in dieser Stellung am 22. März 1853 zum Oberstleutnant befördert. Am 23. Mai 1853 erfolgte Schirmers Ernennung zum Kommandeur des 15. Infanterie-Regiments. Dort wurde er am 13. Juni 1854 zum Oberst befördert. Schirmer erhielt im Jahr 1855 den Roten Adlerorden III. Klasse mit Schleife und nahm am 6. Juli 1857 unter Verleihung des Charakters als Generalmajor mit Pension seinen Abschied. Er starb am 27. Dezember 1886 in Köln.